# 現代短歌新人賞
現代短歌新人賞（げんだいたんかしんじんしょう）は、日本の短歌の賞。主催はさいたま市・さいたま市教育委員会。後援は文化庁・埼玉県・埼玉県教育委員会・本阿弥書店。第21回までは文化出版局「ミセス」編集部が協賛していた。

## 創設の経緯
大宮市（現・さいたま市）在住だった代表的女性歌人大西民子の遺稿、蔵書等約1万点並びにその著作権が、1996年大宮市に寄贈された。これを受け、大宮市は大西民子を顕彰し、女性歌人を中心として文学資料、情報などを収集・展示を行なう短歌を専門とする市立の文学館「（仮称）大宮文学館」の設置構想を策定した。
そして歌壇に新風をもたらす歌人を表彰し、新人芸術家の発掘および支援を行うことを通じて、市民の文学活動の充実と日本現代短歌界の振興を目的として、2000年に大宮市の市制施行60周年記念事業及び文学館の先行事業として創設された。その後、市町村合併に伴い第2回からはさいたま市に継承された。
毎年10月1日から翌年の9月30日までの間に刊行された、原則として第一歌集に贈られる。なお第二、第三歌集が必ずしも対象外という趣旨ではない。
選考は歌人など約180名の有識者に対するアンケートをもとに、多くの推薦を受けた歌集および選考委員が推薦する歌集をあわせ、選考委員の合議によって決定される。
受賞者には正賞として賞状、副賞として賞金50万円、さいたま市と本阿弥書店から記念品が贈呈される。
2022年度・2023年度の選考委員は小池光、栗木京子、高橋順子、米川千嘉子の４名。授賞式は毎年3月にさいたま市内で開催され、著名歌人による特別講演も開催される。

## 賞の性格
本賞は大西民子を顕彰するために設立されたという経緯があり、またかつて「現代短歌女流賞」を主催していた「ミセス」編集部が協賛することなった事情から、その時の慣例を踏まえて女性歌人の歌集に贈られている。そのため選考結果は｢ミセス｣誌上でも発表され、選評とともに受賞者のインタビュー記事が例年3月号に掲載されていた。だが｢ミセス｣が2021年3月をもって休刊し、協賛から離れる事となった。その後、第22回より本阿弥書店が後援に加わった。選考結果等は市報「さいたま」および短歌総合誌『歌壇』（本阿弥書店発行）3月号に掲載される。
建前上は性別による縛りはなく、男性歌人の歌集が候補になった事はあるが、これまですべて女性が受賞者となっている。これに対し、恣意的な性別の選択が賞の質を落とすのではないか、という外部からの指摘もあるという。
なお、本賞と同様の趣旨で大西民子を顕彰するために設立された賞として「大西民子賞」がある。こちらは、大西民子が晩年に結成した短歌結社・波濤短歌会が主催するもので、大西民子が遺した遺言状で示した遺志に基づき、本賞と同じく2000年に設立された。受賞者に贈られる賞金は、大西民子がこの賞のために遺した基金から支払われる。

## 過去の受賞作
年数は該当年度。授賞式はその翌年3月頃。

### 第1回から第10回
- 第1回（2000年）　梅内美華子『若月祭』（雁書館）
- 第2回（2001年）　小守有里『こいびと』（雁書館）
- 第3回（2002年）　渡英子『みづを搬ぶ』（本阿弥書店）
- 第4回（2003年）　松本典子『いびつな果実』（角川書店）
- 第5回（2004年）　河野美砂子『無言歌』（砂子屋書房）
- 第6回（2005年）　後藤由紀恵『冷えゆく耳』（ながらみ書房）
- 第7回（2006年）　松村由利子『鳥女』（本阿弥書店）
- 第8回（2007年）　小島なお『乱反射』（角川書店）
- 第9回（2008年）　澤村斉美『夏鴉』（砂子屋書房）
- 第10回（2009年） 浦河奈々『マトリョーシカ』（短歌研究社）

### 第11回から第20回
- 第11回（2010年） 遠藤由季『アシンメトリー』（短歌研究社）
- 第12回（2011年） 柳澤美晴『一匙の海』（本阿弥書店）
- 第13回（2012年） 高木佳子『青雨記』（いりの舎）
- 第14回（2013年） 山崎聡子『手のひらの花火』（短歌研究社）[4]
- 第15回（2014年） 富田睦子『さやの響き』（本阿弥書店）[5]
- 第16回（2015年） 尾崎朗子『タイガーリリー』（ながらみ書房）
- 第17回（2016年） 広坂早苗『未明の窓』（六花書林）
- 第18回（2017年） 川口慈子『世界はこの体一つ分』（角川文化振興財団、発売：KADOKAWA）
- 第19回（2018年） 田口綾子『かざぐるま』（短歌研究社）
- 第20回（2019年） 川島結佳子『感傷ストーブ』（短歌研究社）[6]

### 第21回から第30回
- 第21回（2020年） カン・ハンナ『まだまだです』（角川文化振興財団、発売：KADOKAWA）[7]　ISBN　978-4-04-884317-1
- 第22回（2021年） 山木礼子『太陽の横』（短歌研究社）[8]　ISBN　978-4-86272-687-2
- 第23回（2022年） 竹中優子『輪をつくる』（角川文化振興財団、発売：KADOKAWA）[9]　ISBN　978-4-04-884440-6
- 第24回（2023年）菅原百合絵『たましひの薄衣』（書肆侃侃房）[10]ISBN　978-4-86385-561-8
- 第25回（2024年）睦月都『Dance with the invisibles』（角川文化振興財団、発売：KADOKAWA）